# Opera Queensland

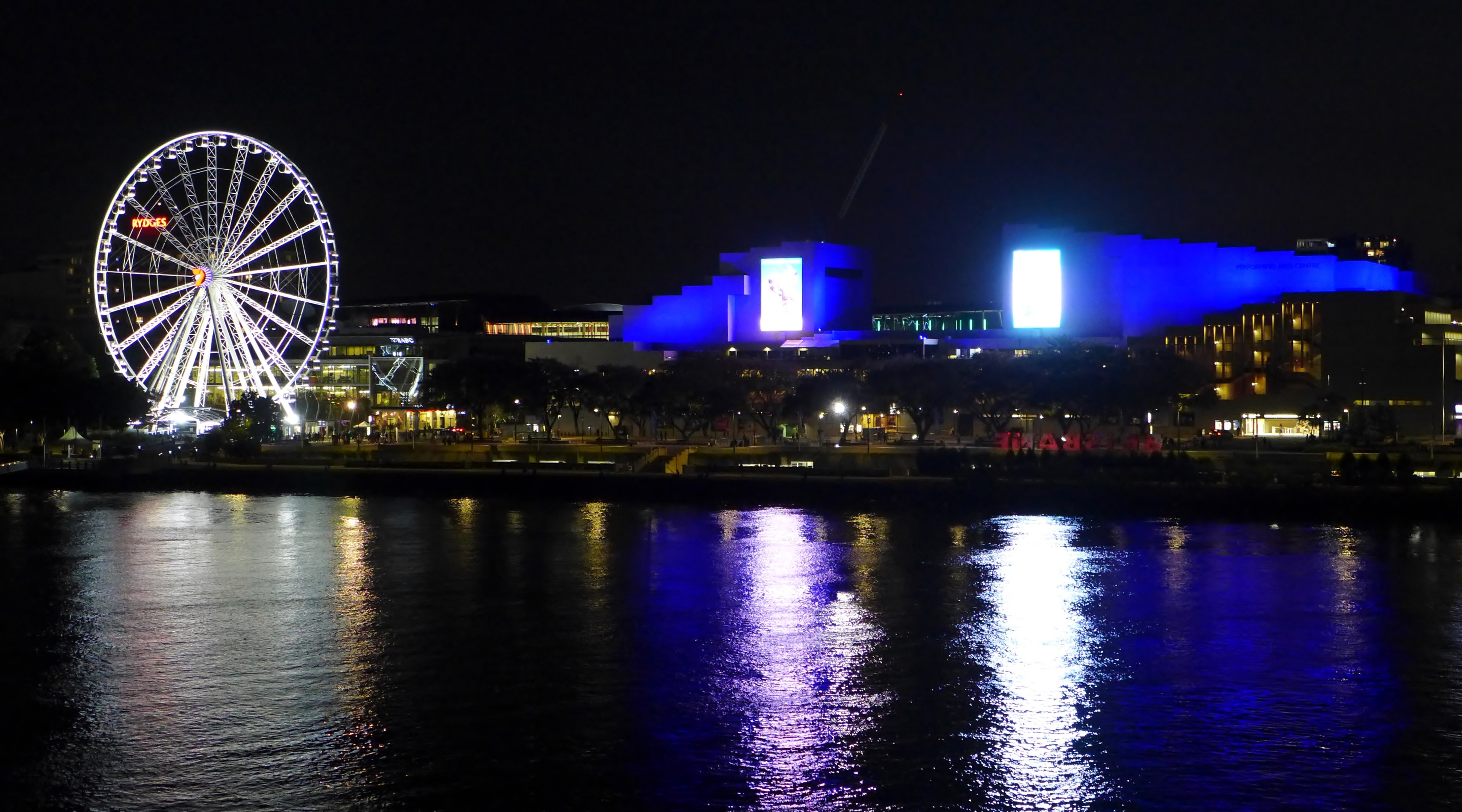
Queensland Performing Arts Centre, 2017

Opera Queensland è una compagnia d'opera con sede a Brisbane, nel Queensland. La compagnia è stata fondata con il finanziamento del Governo Statale del Queensland nel 1981 con il nome di Lyric Opera of Queensland dopo che la Queensland Opera Company era stata chiusa nel dicembre 1980.
Opera Queensland è il principale creatore statale di opere e teatro musicale e offre produzioni operistiche e progetti correlati, tra cui tre produzioni principali ogni anno presso il Queensland Performing Arts Center (QPAC).
A parte la sede principale di Brisbane, la compagnia presenta opere in tutto lo stato.

## Storia
Per i primi due anni di attività (1982-1983) la Lyric Opera of Queensland si è esibita all'Her Majesty's Theatre di Brisbane. La prima produzione, Iolanthe di Gilbert e Sullivan, fu inaugurata il 31 luglio 1982. Nel 1985 la Lyric Opera trasferì le sue produzioni al Queensland Performing Arts Centre, inaugurato di recente, dove continua a presentare le sue principali produzioni teatrali ogni anno.
Nel 1996 la compagnia ha cambiato nome in Opera Queensland ed ha trasferito i suoi uffici e lo studio di prova in una nuova sede appositamente costruita a South Bank che condivide con il Queensland Conservatorium Griffith University.

## Fondazione
Opera Queensland è finanziata dal Governo del Queensland, dal Governo Federale tramite l'Australia Council for the Arts, da sponsor aziendali, importanti filantropi e donatori privati.